# Station Brussel-West
Station Brussel-West (Frans: Bruxelles-Ouest) is een metro- en spoorwegstation langs spoorlijn 28 (Schaarbeek - Brussel-Zuid) in de Brusselse gemeente Sint-Jans-Molenbeek (België).

## Geschiedenis
Dit was vroeger een omvangrijk goederenstation waar enige reizigerstreinen stopten. Het stationsgebouw was gelegen ter hoogte van het huidige metrostation Beekkant aan de oostzijde. Later is het goederenemplacement gesloten en is het reizigersperron zuidelijker op de huidige plaats aangelegd. In 1984 werd het treinstation gesloten. Op 14 december 2009 werd het weer in gebruik genomen, voornamelijk in het kader van het GEN-project. Sinds de heropening is het een stopplaats geworden.
Ondanks de centrale locatie in het Brussels vervoersnetwerk en goede overstapmogelijkheden met alle metrolijnen zijn de reizigerscijfers nog laag: slechts 219 instappende reizigers op een gemiddelde werkdag (2023). Er wordt van uitgegaan dat de lage frequenties en de eenzijdige bestemming (alleen de lijn naar Brussel-Zuid en Dendermonde stopt in Brussel-West en na 20.00 uur stopt hier geen enkele trein meer) hier verantwoordelijk voor zijn.

## Treindienst
| Serie | Treinsoort | Route                                             | Bijzonderheden                                   |
| ----- | ---------- | ------------------------------------------------- | ------------------------------------------------ |
| S 10  | GEN (NMBS) | Dendermonde – Brussel-West – Brussel-Zuid – Aalst | Tijdens de spits extra ritten Aalst-Brussel-Zuid |

## Galerij

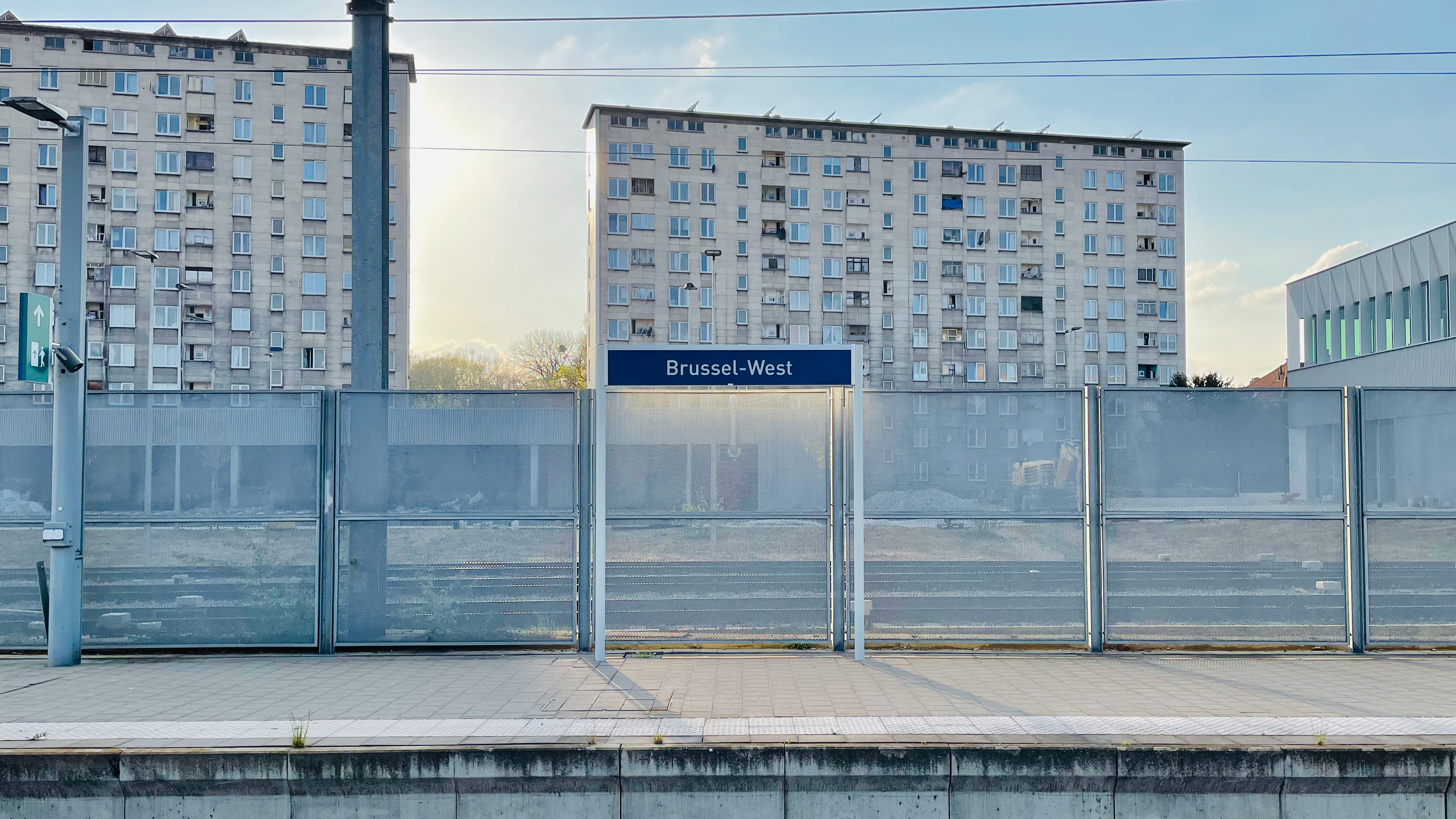
Naambord op een perron
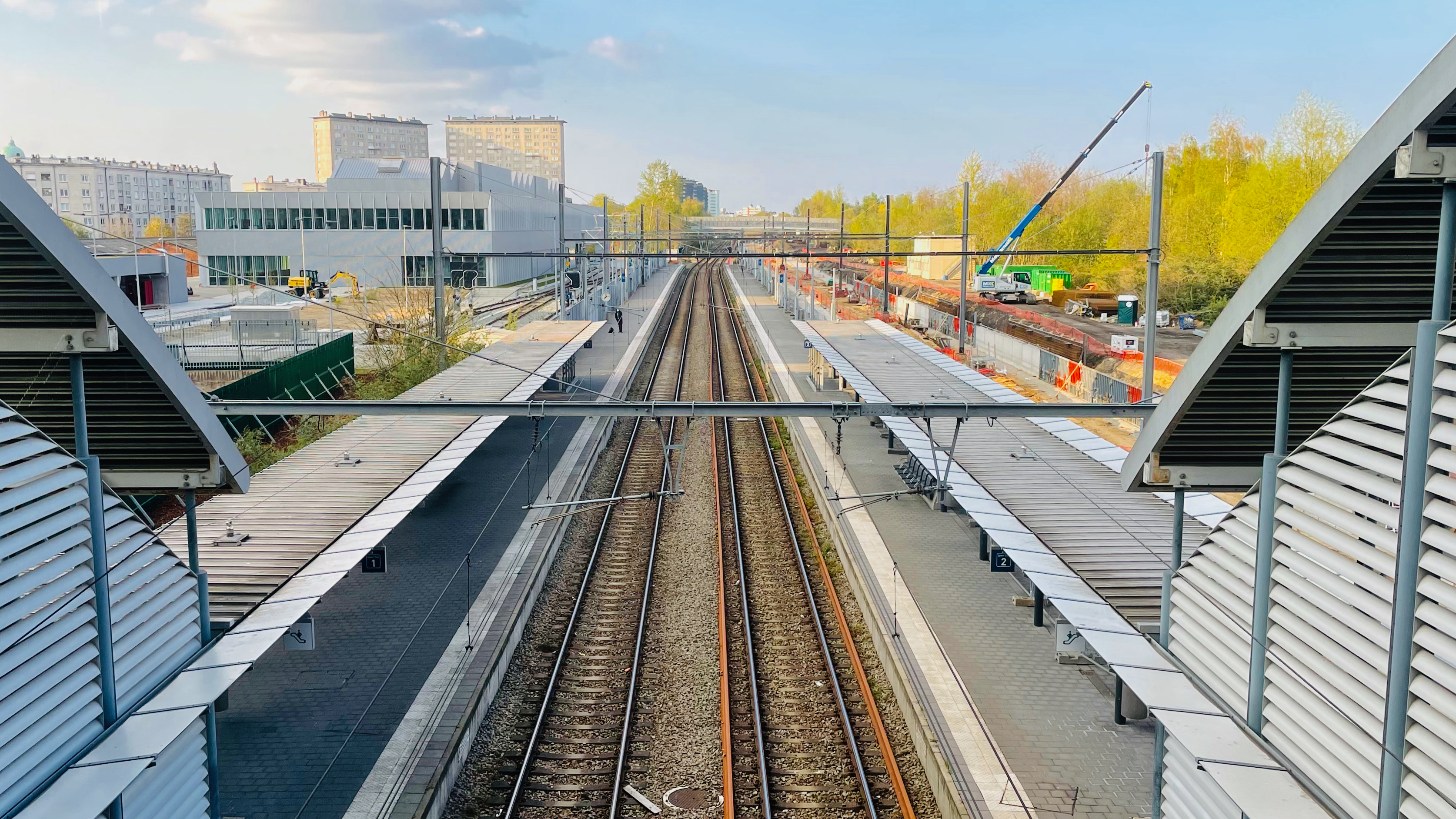
Zicht op de sporen
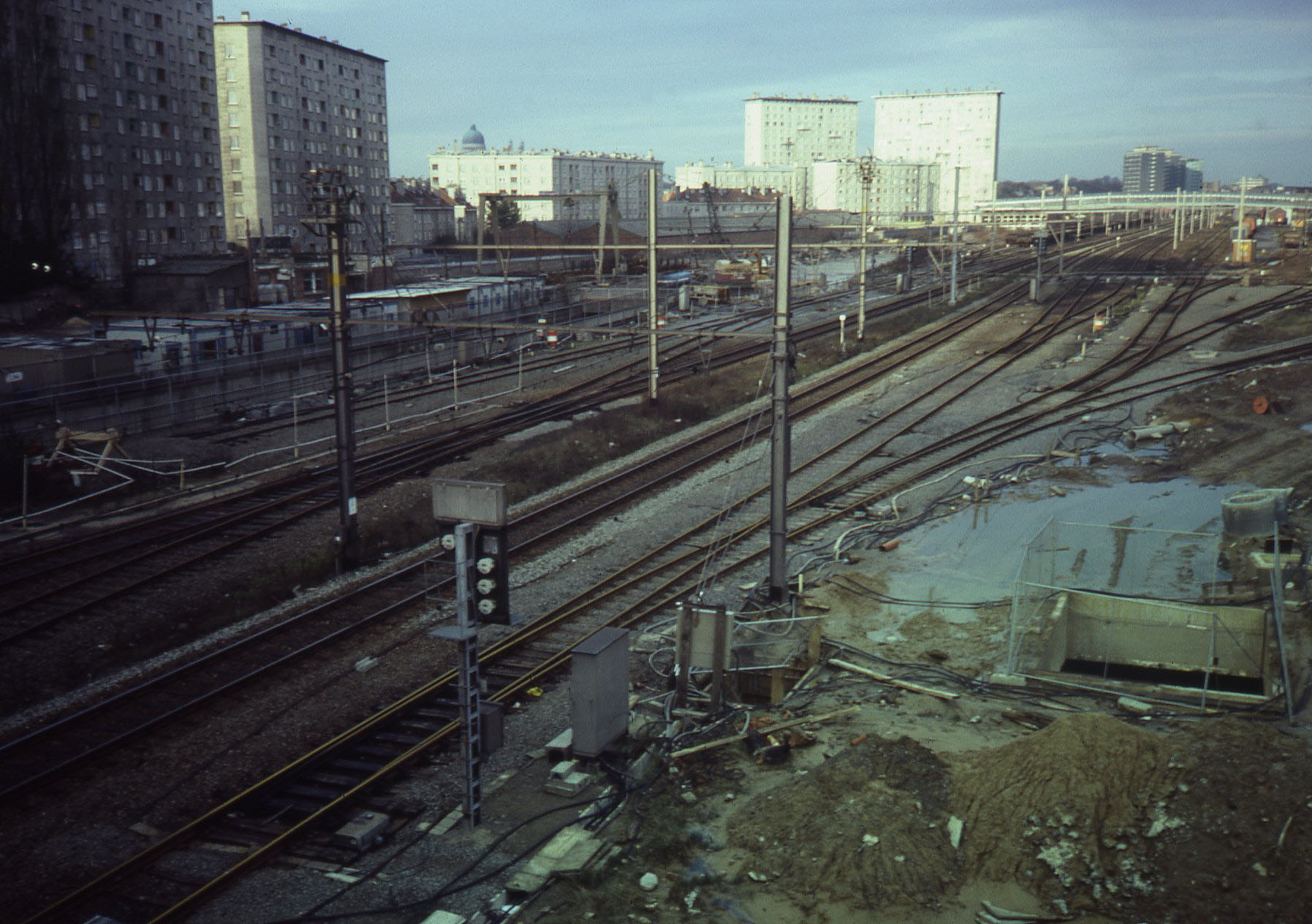
Treinstation "Brussel-West" in 1986.
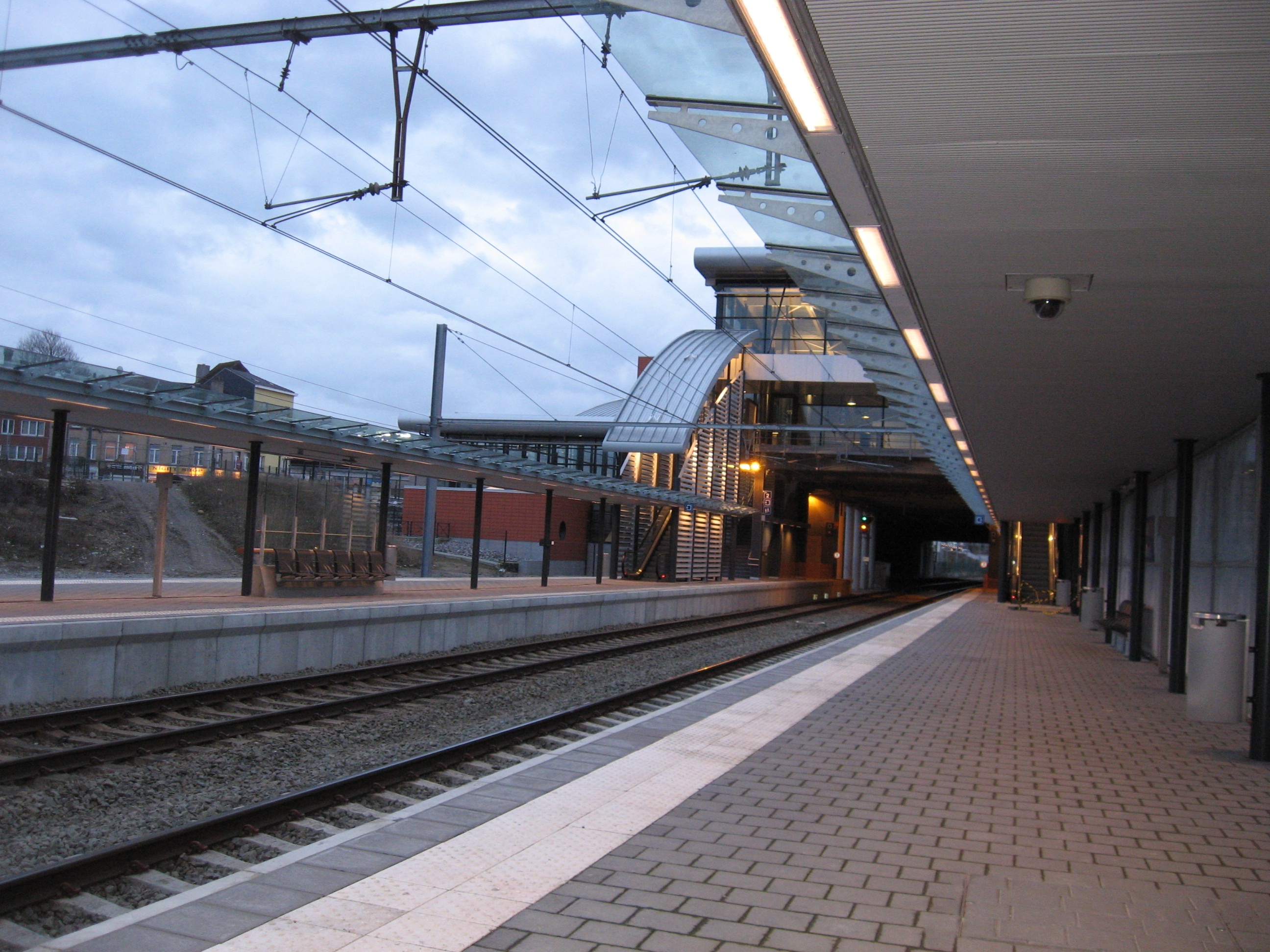
Perron van het treinstation "Brussel-West"

## Reizigerstellingen
De grafiek en tabel geven het gemiddeld aantal instappende reizigers weer op een week-, zater- en zondag.
| Tabel: aantal instappende reizigers station Brussel-West | Tabel: aantal instappende reizigers station Brussel-West | Tabel: aantal instappende reizigers station Brussel-West | Tabel: aantal instappende reizigers station Brussel-West |
|                                                          | Weekdag                                                  | Zaterdag                                                 | Zondag                                                   |
| -------------------------------------------------------- | -------------------------------------------------------- | -------------------------------------------------------- | -------------------------------------------------------- |
| 1977                                                     | 134                                                      | -                                                        | -                                                        |
| 1978                                                     | 141                                                      | -                                                        | -                                                        |
| 1979                                                     | 78                                                       | -                                                        | -                                                        |
| 1980                                                     | 31                                                       | -                                                        | -                                                        |
| 1981                                                     | 33                                                       | -                                                        | -                                                        |
| 1982                                                     | 35                                                       | -                                                        | -                                                        |
| 1983                                                     | 15                                                       | -                                                        | -                                                        |
| 1984                                                     |                                                          | -                                                        | -                                                        |
| 1985                                                     |                                                          | -                                                        | -                                                        |
| 1986                                                     | -                                                        | -                                                        | -                                                        |
| 1987                                                     | -                                                        | -                                                        | -                                                        |
| 1988                                                     | -                                                        | -                                                        | -                                                        |
| 1989                                                     | -                                                        | -                                                        | -                                                        |
| 1990                                                     | -                                                        | -                                                        | -                                                        |
| 1991                                                     | -                                                        | -                                                        | -                                                        |
| 1992                                                     | -                                                        | -                                                        | -                                                        |
| 1993                                                     | -                                                        | -                                                        | -                                                        |
| 1994                                                     | -                                                        | -                                                        | -                                                        |
| 1995                                                     | -                                                        | -                                                        | -                                                        |
| 1996                                                     | -                                                        | -                                                        | -                                                        |
| 1997                                                     | -                                                        | -                                                        | -                                                        |
| 1998                                                     | -                                                        | -                                                        | -                                                        |
| 1999                                                     | -                                                        | -                                                        | -                                                        |
| 2000                                                     | -                                                        | -                                                        | -                                                        |
| 2001                                                     | -                                                        | -                                                        | -                                                        |
| 2002                                                     | -                                                        | -                                                        | -                                                        |
| 2003                                                     | -                                                        | -                                                        | -                                                        |
| 2004                                                     | -                                                        | -                                                        | -                                                        |
| 2005                                                     | -                                                        | -                                                        | -                                                        |
| 2006                                                     | -                                                        | -                                                        | -                                                        |
| 2007                                                     | -                                                        | -                                                        | -                                                        |
| 2008                                                     | -                                                        | -                                                        | -                                                        |
| 2009                                                     | -                                                        | -                                                        | -                                                        |
| 2010                                                     | -                                                        | -                                                        | -                                                        |
| 2011                                                     | -                                                        | -                                                        | -                                                        |
| 2012                                                     | 88                                                       | -                                                        | -                                                        |
| 2013                                                     | 91                                                       | -                                                        | -                                                        |
| 2014                                                     | 64                                                       | -                                                        | -                                                        |
| 2015                                                     | 78                                                       | 28                                                       | 28                                                       |
| 2016                                                     | 69                                                       | 25                                                       | 20                                                       |
| 2017                                                     | 91                                                       | 88                                                       | 53                                                       |
| 2018                                                     | 119                                                      | 47                                                       | 26                                                       |
| 2019                                                     | 127                                                      | 51                                                       | 33                                                       |
| 2020                                                     | 132                                                      | 53                                                       | 45                                                       |
| 2021                                                     | -                                                        | -                                                        | -                                                        |
| 2022                                                     | 247                                                      | 105                                                      | 100                                                      |
| 2023                                                     | 219                                                      | 78                                                       | 69                                                       |
| 2024                                                     | 216                                                      | 106                                                      | 81                                                       |

## Metrostation

### Geschiedenis
Sinds 6 oktober 1982 heeft de metro van Brussel hier een halte: Weststation (Frans: Gare de l'Ouest). Het station lag oorspronkelijk aan de zuidwestelijke tak (lijn 1B) van de oost-westlijn. Tegenwoordig is het een van de drie Brusselse metrostations waar alle lijnen (1, 2, 5, 6) samenkomen; voor lijn 1 is het Weststation bovendien eindpunt. Het station ligt parallel aan de spoorlijn, onder een viaduct in de Ninoofsesteenweg; de aansluitende sporen van de metrolijn liggen bovengronds.

### Herziening
Begin 2009 bereikte metrolijn 2, die eerst nog eindigde in station Delacroix, het Weststation. Met de opening van dit nieuwe traject op 4 april 2009 werd het metronet geherstructureerd, waarbij het Weststation als eindpunt van de nieuwe lijn 1 (voorheen 1B) is gaan dienen. Het traject van het Weststation naar Erasmus werd overgenomen door lijn 5. Lijn 2 rijdt vanaf het Weststation via Beekkant door naar Simonis, lijn 6 volgt hetzelfde tracé maar rijdt verder door naar Koning Boudewijn.
Het Weststation kan zich daardoor tot een belangrijk overstappunt van het Brusselse openbare vervoer ontwikkelen. Om deze reden werd het station volledig gerenoveerd; metro- en spoorwegstation werden hierbij geïntegreerd in eenzelfde gebouw. Het nieuwe metrostation werd ingehuldigd op 2 april 2009 door Koning Albert II.

### Kunst
In de lokettenzaal boven de perrons bevond zich een veelkleurig raam van gebrandschilderd glas van de kunstenaar Guy Vandenbranden. Het kunstwerk besloeg de gehele breedte van een van de wanden en diende zowel ter decoratie als ter bevordering van de lichtinval in het station. Bij de renovatie van het station kreeg het een nieuwe plaats in het metrostation Beekkant.
Op het niveau -2 bevindt zich, sinds de renovatie, tegenover het perron richting Delacroix, een kleurrijke collage van de hand van Yves Zurstrassen. Op het niveau -3, langs het spoor richting Elisabeth/Koning Boudewijn, hangen dertien zwart-witfoto's van twee bij drie meter, gemaakt door Stephan Vanfleteren. Ze stellen gewone Brusselaars voor, die voor één dag mannequin spelen in creaties van Brusselse mode-ontwerpers, onder meer van Christophe Coppens, Annemie Verbeke en Olivier Strelli.

## Infrabel Academy
Vlak naast het station opende Infrabel in september 2021 haar nieuwe, gecentraliseerde opleidingscentrum. Behalve het concentreren van de uiteenlopende gespecialiseerde opleidingen van Infrabel-personeel, moet de vestiging van het schoolgebouw ook dienen als een opwaardering voor de ietwat verloederde buurt. De Infrabel Academy is rechtstreeks toegankelijk vanaf perron 1 van het treinstation. De metrosporen lopen onder het gebouw en het buitenterrein door.

## Afbeeldingen metrostation

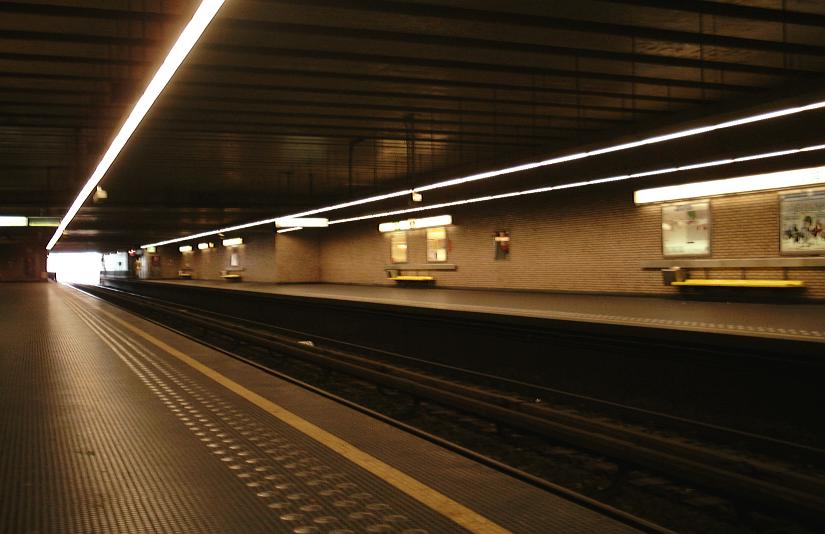
Metrostation voor de verbouwingen en inhuldiging van 2009.
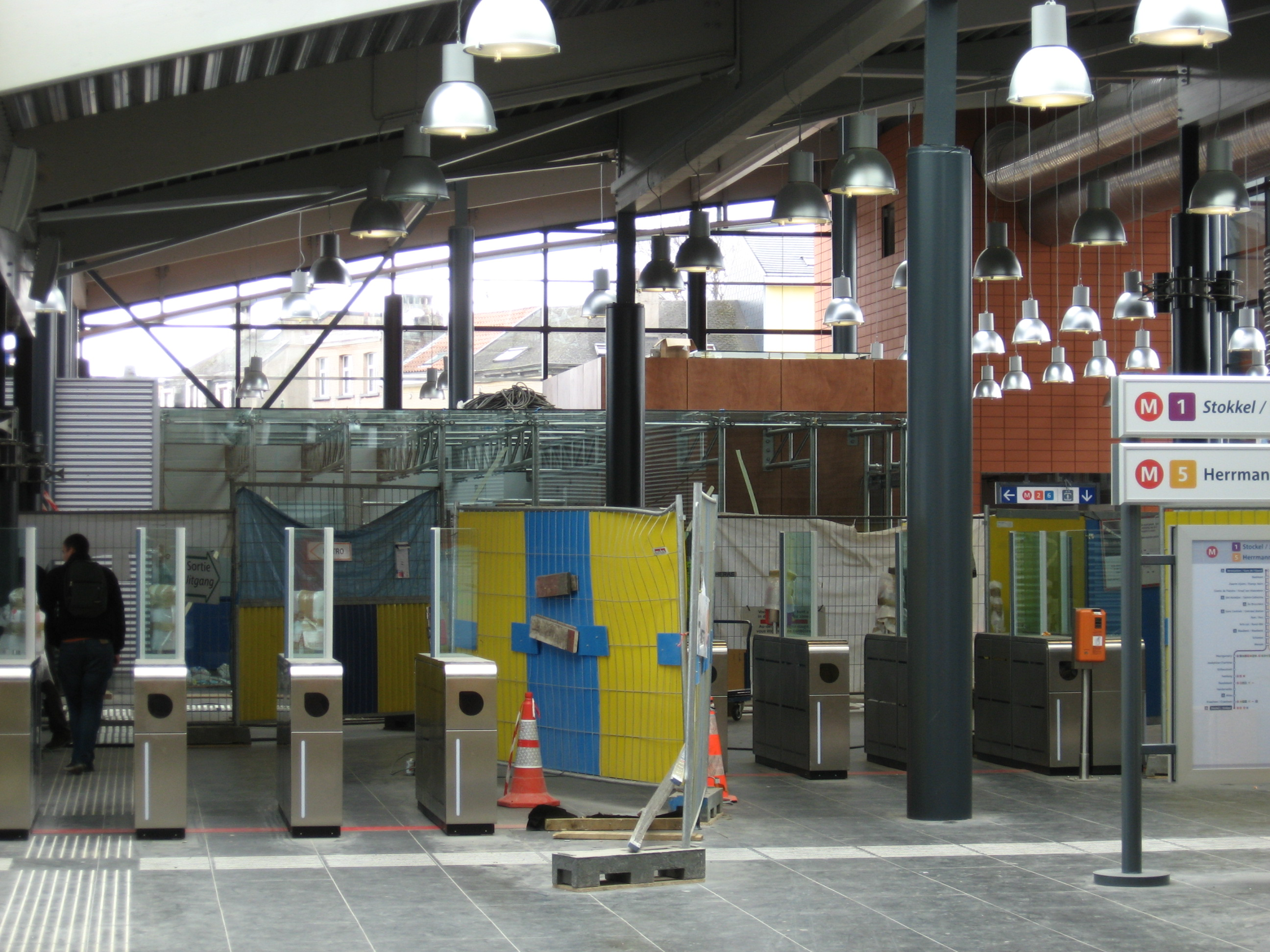
Werken aan het nieuw gebouw voor de inhuldiging van 2009.
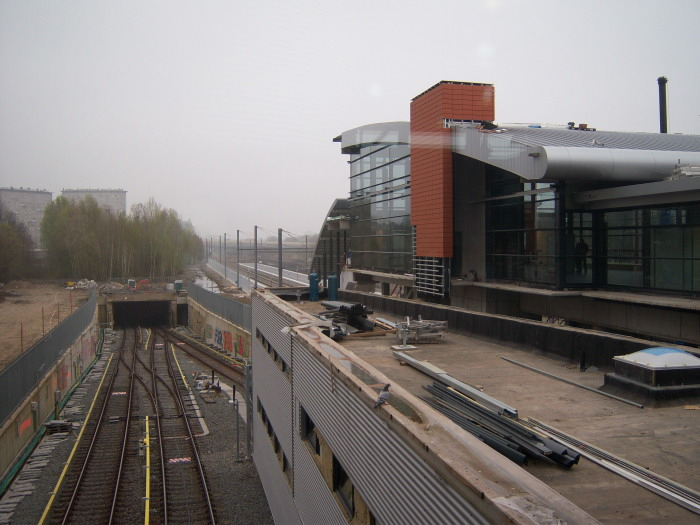
Nieuw metrostation met de metrotunnel naar Beekkant.